# Vrigne-Meuse
 Vrigne-Meuse  là một xã ở tỉnh Ardennes, thuộc vùng Grand Est ở phía bắc nước Pháp.